# Телефонный план нумерации Армении
Телефонный план нумерации Армении — диапазоны телефонных номеров, выделяемых различным пользователям телефонной сети общего пользования в Армении. Например, специальные номера и другие особенности набора для совершения телефонных вызовов.
Все международные номера пользователей данной телефонной сети имеют общее начало — +374, называемое префиксом или телефонным кодом страны. До 1 мая 1995 года, Армения входила в телефонный план нумерации СССР с кодом +7 885
распределен для Армянской ССР.